# Fuga epilettica
La fuga epilettica è uno stato di coscienza crepuscolare, in cui può venirsi a trovare il paziente con crisi epilettiche parziali complesse.
La fuga epilettica porta il paziente a vagare per un periodo di tempo che va da poche ore a settimane, compiendo attività anche complesse. Si risolve in genere all'improvviso, senza che il soggetto possa ricordarsi di ciò che ha fatto.
In questi casi la presenza di anomalie elettroencefalografiche localizzate sulle regioni temporali in condizioni di riposo o dopo deprivazione del sonno, o l'assenza di eventi o stress ambientali di notevole gravità, consente di inquadrare i fenomeni psicopatologici all'interno di un quadro convulsivo che, inoltre, spesso è accompagnato da anomalie motorie, comportamenti stereotipati e alterazioni percettive.
Tutto ciò permette di differenziare tale disturbo dalla fuga psicogena.